# Trichacis pulchricornis
Trichacis pulchricornis är en stekelart som beskrevs av Szelényi 1953. Trichacis pulchricornis ingår i släktet Trichacis och familjen gallmyggesteklar. Inga underarter finns listade i Catalogue of Life.